# Anoda
Anóda je negativna elektroda pri galvanskih členih, elektronkah, polprevodniških diodah. Je pozitivna elektroda pri elektrolizi.
Ime izvira iz grščine: ανα: ana - navzgor + 'οδος: 'odos - pot, torej pot, po kateri se elektroni vzpenjajo iz raztopine elektrolita.
Pozitivna elektroda je katoda. 